# هیومیت
هیومیت (به انگلیسی: Humite)، نام یک کانی است که در توده‌های آتشفشانی یافت شده‌است. این کانی در ۱۸۱۳ توسط ابراهام هیوم (۱۸۳۸–۱۷۴۹) کشف شد و نام این کانی نیز به نام این دانشمند، نامگذاری شد.